# You're My Best Friend
"You're My Best Friend" (Español: "Eres mi mejor amigo") es una canción interpretada por Queen y escrita por John Deacon. Es el tema n.º 4 del álbum A Night At The Opera y fue seleccionado para ser el segundo sencillo de dicho disco en 1976. El sencillo llegó al puesto 7 en el Reino Unido y al 16 en EE. UU. En 1981 apareció en la primera compilación de Queen, Greatest Hits, y en su versión video en el VHS Greatest Flix. En 2002 fue remasterizada por Brian May y Roy Thomas Baker en el marco del DVD Greatest Video Hits 1, el primero de una serie de DVD pertenecientes a la The DVD Collection.
En esta canción, John Deacon toca un piano eléctrico Wurlitzer (ya que a Freddie Mercury no le gustaba el sonido de ese tipo de piano, por lo tanto, no lo tocaba). Aparte del bajo, el sonido especial de este piano tiene un rol prominente en la canción.
Esta canción aparece en el capítulo de Los Simpson "Moe, la niñera" y como bandas sonoras en las películas Zombies Party, The Break-Up, The Secret Life of Pets y I Now Pronounce You Chuck & Larry.
Esta canción es una declaración total de amor, va de que la persona con la que estás feliz en casa, la que te devuelve la fe en la humanidad después de cada día saliendo al mundo, no solo es tu pareja, sino también tu cómplice, tu otra mitad, tu mejor amiga.  No es una simple canción de "mejores amigos", John Deacon se la escribió y dedicó su esposa, porque ella además de su pareja era su mejor amiga.

## Músicos
- Freddie Mercury: voz principal y coros.
- Brian May: guitarra eléctrica y coros.
- Roger Taylor: batería y coros.
- John Deacon: bajo, piano eléctrico y glockenspiel

- Datos: Q839848